# 닷선
닷선(Datsun)은 닛산 자동차의 산하의 브랜드이다.

## 역사

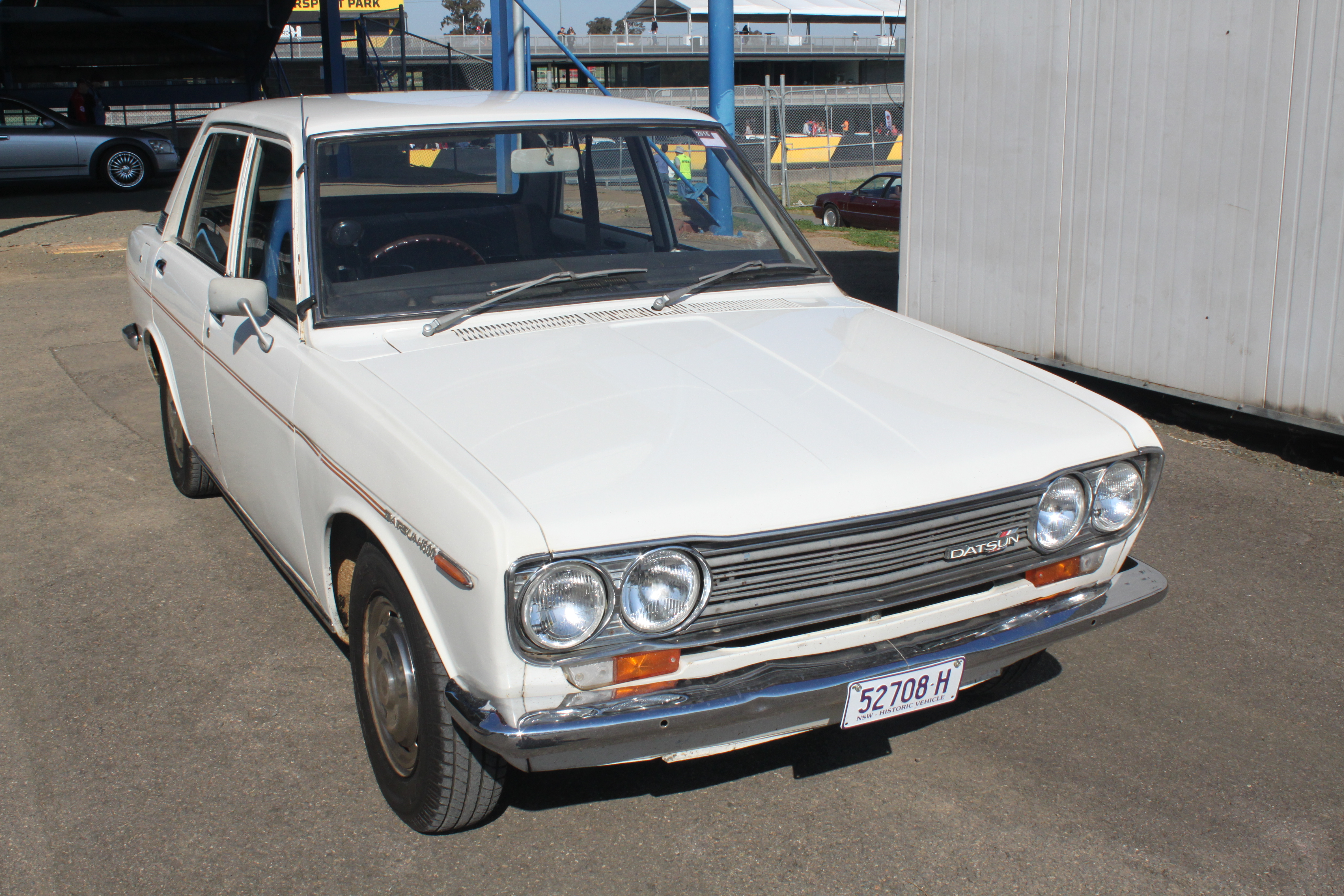
닷선 1600

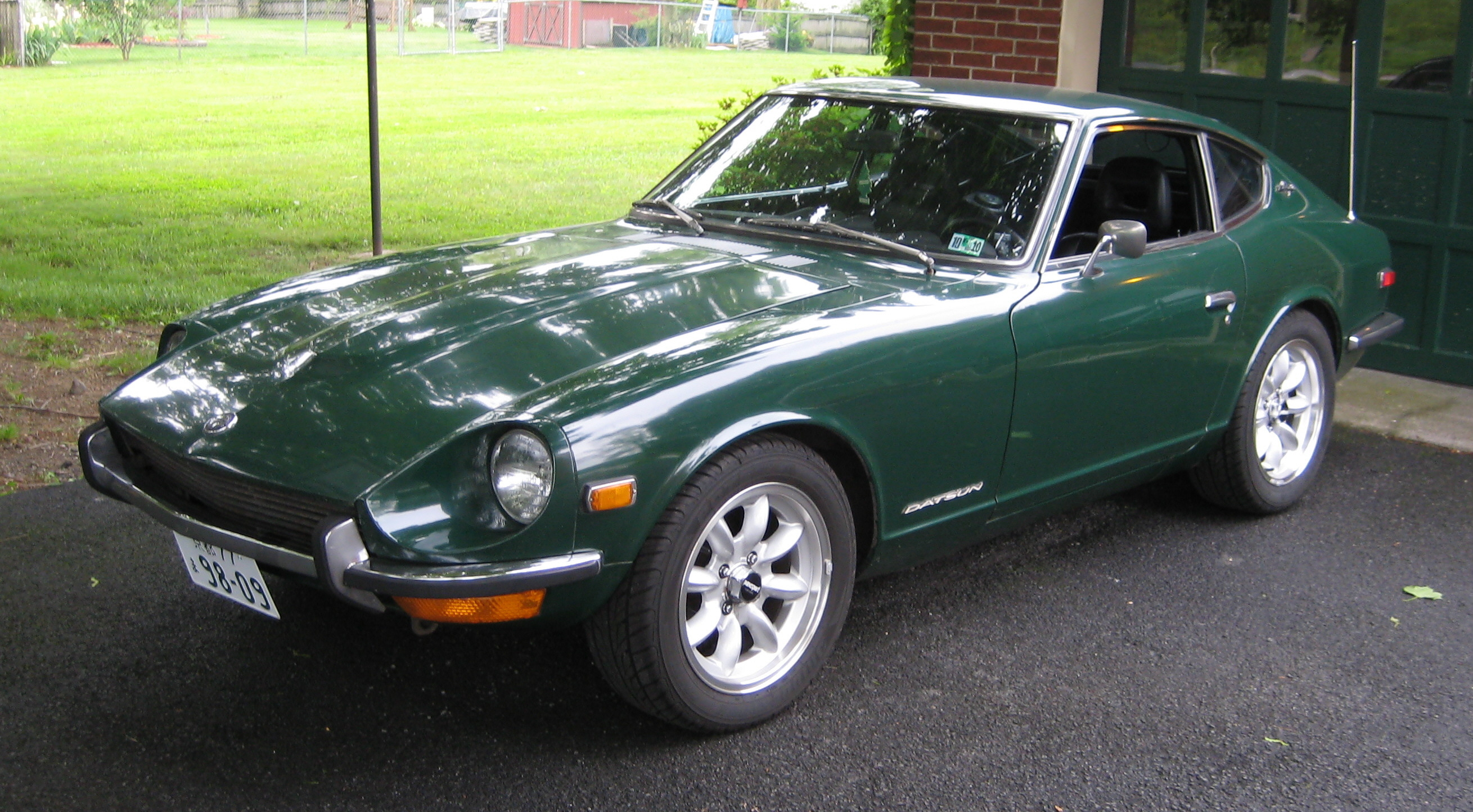
닷선 240Z

닷선의 유래는 닛산 자동차의 모체인 하시모토 마스지로사 설립한 카이신(快進) 사로부터 올라간다. 1914년에 일본 제 1호 국산차를 제작하였고, 지원자 세 명의 이름이었던 덴 겐지로, 아오야마 로쿠로, 타케우치 메이타로의 머릿글자에서 따 닷트(DAT)라고 명명하였다. 그리고 카이신 사가 지츠요 자동차 제조회사와 합병하여 닷트 자동차가 되었고, 1930년에는 '닷트의 아들'이라는 의미의 닷손(DATSON)이라는 명칭으로 명칭을 변경하였다. 그러나 '손'이라는 부분이 손해와 비슷하여 발음이 비슷한 SUN(태양)으로 바꿔 닷선(DATSUN)이 되었다. 그리고 1934년에 회사의 명칭이 닛산 자동차로 변경되면서, 닷선은 닛산의 상표로만 남았다. 예로 일본에서는 '써니'라는 명칭으로 판매된 차량이 미국 시장에서는 닷선 상표가 부착되었다. 1958년에는 미국에 최초로 진출한 일본 자동차 회사가 되었으며, 닷선 1600, 닷선 240Z 등의 모델들이 인기를 끌었다. 미국 등 일부 시장에서는 닛산보다 인지도가 높았지만, 이후 1986년에 닛산자동차에 흡수되었다. 다만, 차명으로써의 닷선은 일본 내에서 닛산 닷선 트럭이라는 이름으로 2002년 8월까지 존속하였다.

### 부활

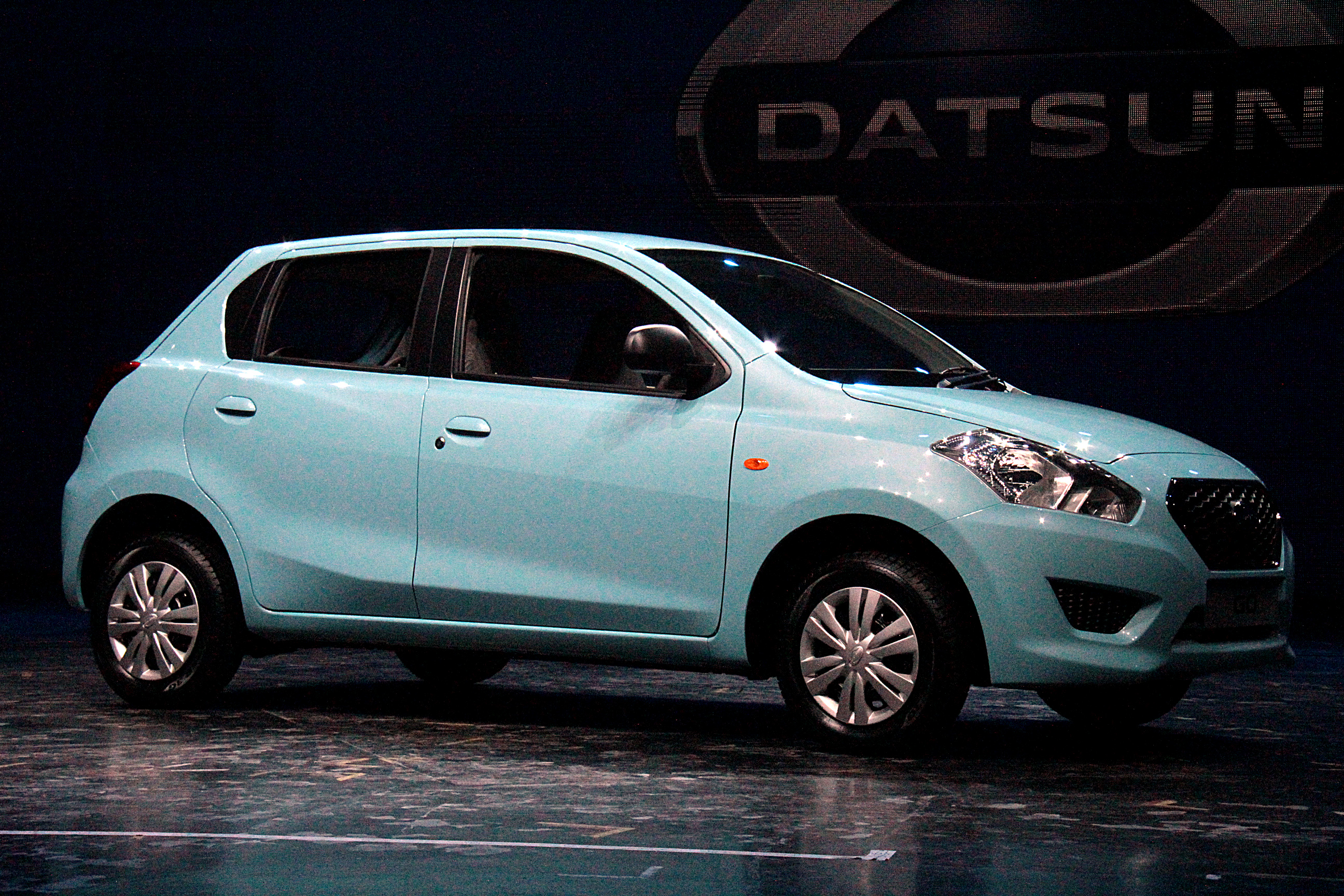
닷선 GO

2013년 여름, '파워 브랜드 88 계획'의 저가 보급형 라인의 브랜드를 담당하게 되었고 닷선 GO를 출시하면서 재출범을 알렸다.
2019년 말에는 인도네시아에서 판매 부진을 이유로 철수하였다. 그리고 2022년에는 닛산이 닷선 브랜드의 폐기를 발표하면서 다시 역사 속으로 사라지게 되었다.

## 차종

### 2013년 이후에 출시된 모델
- GO/GO+
- on-DO
- mi-DO
- redi-GO
- 크로스

### 1986년 이전까지 판매된 모델
- 240Z
- 1600

## 같이 보기
- 닛산 자동차